# Montreuil-des-Landes
Montreuil-des-Landes (bret. Mousterel-al-Lann) – miejscowość i gmina we Francji, w regionie Bretania, w departamencie Ille-et-Vilaine.
Według danych na rok 1990 gminę zamieszkiwało 198 osób, a gęstość zaludnienia wynosiła 21 osób/km² (wśród 1269 gmin Bretanii Montreuil-des-Landes plasuje się na 995. miejscu pod względem liczby ludności, natomiast pod względem powierzchni na miejscu 856.).